# Cincinnati Open 1986
Il Cincinnati Open 1986 è stato un torneo di tennis giocato sul cemento. È stata la 85ª edizione del Cincinnati Open, che fa parte del Nabisco Grand Prix 1986. Il torneo si è giocato a Cincinnati in Ohio negli USA, dal 18 al 24 agosto 1986.

## Campioni

### Singolare
Mats Wilander ha battuto in finale  Jimmy Connors con il punteggio di 6–4, 6–1

### Doppio
Mark Kratzmann /  Kim Warwick hanno battuto in finale  Christo Steyn /  Danie Visser con il punteggio di 6–3, 6–4